# NGC 4054-2
NGC 4054-2 (другие обозначения — MCG 10-17-131, ZWG 292.62, VV 136) — линзовидная галактика в созвездии Большой Медведицы.
VV 136, или NGC 4054 — система из трёх тесно взаимодействующих галактик. NGC 4054-2 — спутник NGC 4054-1 к юго-востоку от этой галактики. В 1987 году было проведено спектроскопическое изучение системы. Так, например, кривая вращения NGC 4054-2 достигает скорости 210 км/с на расстоянии в 6,6 кпк от центра галактики, а радиус галактики составляет 6,8 кпк. С учётом этого, масса галактики была оценена как 6,6⋅1010 M⊙. С учётом абсолютной звёздной величины в −19,8m, отношение массы к светимости составляет 5,5 в солнечных массах и светимостях.
Этот объект не входит в число перечисленных в оригинальной редакции «Нового общего каталога» и был добавлен позднее.